# Spathius tutuilensis
Spathius tutuilensis är en stekelart som beskrevs av David Timmins Fullaway 1940. 
Spathius tutuilensis ingår i släktet Spathius och familjen bracksteklar. Inga underarter finns listade i Catalogue of Life.